# 白腹毛脚燕
，为燕科毛脚燕属的鸟类，俗名白腰燕、石燕。牠們繁殖於俄羅斯東北部、蒙古和中國北部的岩石區，冬季遷徙至緬甸、寮國、越南和柬埔寨。該物種曾被認為與西方毛腳燕為同種異名。

## 分類學
遠東毛腳燕於1811年由德國自然學家彼得·西蒙·帕拉斯根據二名法正式描述，命名為Hirundo lagopoda。他指定的模式產地為俄羅斯貝加爾湖以東的達烏里亞。 種小名結合了古希臘語lagōs（意為「野兔」）和pous, podos（意為「足」）。 遠東毛腳燕現屬於毛腳燕屬（Delichon）。 該物種曾被認為是西方毛腳燕的亞種，但基於形態和聲音的差異提升為物種地位。 此物種為單型物種，沒有亞種被確認。

## 分布
分布于从亚洲东部上叶尼塞、东北越勒拿、雅拿河流域中部到科雷马三角洲、中南半岛以及中国大陆的内蒙古、黑龙江、河北、东北、山东、湖北、江苏、广东等地。该物种的模式产地在西伯利亚。